# Wakamu Deguchi
Wakamu Deguchi est un joueur de shōgi professionnel japonais né le 28 avril 1995 à Akashi dans la préfecture de Hyōgo, classé 6e dan au shogi.

## Biographie et carrière
Wakamu Deguchi est né en avril 1995 à Akashi.
En 2018, il est le premier joueur non encore professionnel à se qualifier pour une finale du Shinjin-Ō-sen (tournoi réservé aux jeunes joueurs), mais il perd le match contre le prodige Sōta Fujii. L'année suivante, il devient joueur professionnel de shogi avec un classement de 4e dan en avril 2019
En février-avril 2022, il se qualifie pour sa première finale d'un tournoi majeur de shogi : le septième Eiō 2021-2022 en battant Shintaro Saito, Amahiko Sato et Shin'ichirō Hattori. Grâce à ces résultats, il est promu au grade de 6e dan professionnel mais Il perd la finale disputée d'avril à juin face à Sōta Fujii.
En avril 2022, il participe au tournoi de sélection du challenger pour le titre de Ryuo (un des deux plus importants titres du shogi), mais il est battu au premier tour.